# Andra världskriget i Sovjetunionen
Andra världskriget i Sovjetunionen fick i Sovjetunionen benämningen Stora fosterländska kriget (ryska: Великая Отечественная война/Velikaja Otetjestvennaja vojna).
Innan kriget kom till sovjetisk mark, genom axelmakternas anfall 22 juni 1941, hade Sovjetunionen från september 1939 invaderat Polen och andra grannländer, men denna del av kriget ses inte som del av Det stora fosterländska kriget.

## Icke-angreppsavtal med Tyskland
Efter att Hitler tagit makten i Tyskland, framhävde han det kommunistiska Sovjetunionen som Nazitysklands huvudfiende. Sovjetunionen gjorde upprepade försök att tillsammans med Storbritannien och Frankrike bilda en förenad front mot nazisterna. Alla dessa förslag avslogs. Stalin vände sig då till Nazityskland. En vecka senare, den 23 augusti 1939, slöts Molotov–Ribbentrop-pakten mellan Sovjetunionen och Nazityskland. Detta var formellt endast ett icke-angreppsavtal mellan Sovjetunionen och Tyskland, men innehöll ett hemligt tillägg om en uppdelning av Polen, de tre baltiska staterna samt Finland som skulle agera som buffertzon mellan Sovjet och Tyskland.
Andra världskriget började med Tysklands anfall mot Polen den 1 september 1939. Som överenskommet i Molotov–Ribbentrop-pakten invaderade Sovjetunionen 17 september östra delen av Polen och vändes sig sedan mot de baltiska länderna som annekterades utan större motstånd. I november krävde Sovjetunionen baser i Finland, vilket inte accepterades av den finska regeringen varför Sovjetunionen anföll Finland. Vinterkriget ledde till att Finland tvingades avträda bland annat Karelen till Sovjetunionen.

## Tyskland angriper Sovjetunionen
Den 22 juni 1941 bröts pakten mellan Tyskland och Sovjetunionen genom att axelmakterna inledde den storskaliga invasion av Sovjetunionen som kallades Operation Barbarossa. Sovjet ingick en allians med Storbritannien och USA, som förband sig att stödja Sovjetunionens offensiv genom mycket omfattande leveranser av livsmedel, transportfordon och vapen. Sovjetunionen angrep återigen Finland, som upplät territorium och luftrum åt Tyskland, vilket ledde till Finska fortsättningskriget.
Storstaden Leningrad var ett av de första målen för den tyska armén, som inte kunde erövra staden utan i stället skar av den från omvärlden. Leningrads belägring varade i 900 dagar, tills tyskarna lämnade staden i januari 1944.
Under krigets första veckor var det utrikesministern Molotov som stod för kommunikationen med det ryska folket, men sedan framträdde Stalin i sin nya roll som försvarsminister och överbefälhavare. I denna roll var han sedan mycket aktiv under hela kriget, med stor strategisk skicklighet. Den ryska armén var tekniskt rustad efter den forcerade industrialiseringen av landet, men sammanhållning och tillförsikt var osäker efter de många åren av terror och utrensningar. Den tyska offensiven ledde inledningsvis till kaos. Stalins strategi blev att beröva fienden alla resurser i händelse av reträtt. Fordon, boskap, spannmål, bränsle och allt annat av värde skulle i så fall fraktas inåt landet eller i värsta fall förstöras för att inte hamna i fiendens händer.
Så skedde också. Samtidigt som den ryska armén tvingades retirera evakuerades 1360 hela fabriker och verkstäder från västra Ryssland och Ukraina till Volga, Ural och Sibirien. Med dem följde en miljon arbetare med familjer. Men större delen av produktionsförmågan gick förlorad eller togs över av tyskarna. I slutet av 1941 hade tyskarna ockuperat den västra landsdel som var hem för 40 procent av Sovjetunionens hela befolkning. I detta område hade huvuddelen av all industri och jordbruksproduktion funnits. Landets produktion av kullager, som är så oumbärliga för moderna maskiner, hade sjunkit med 95 procent.

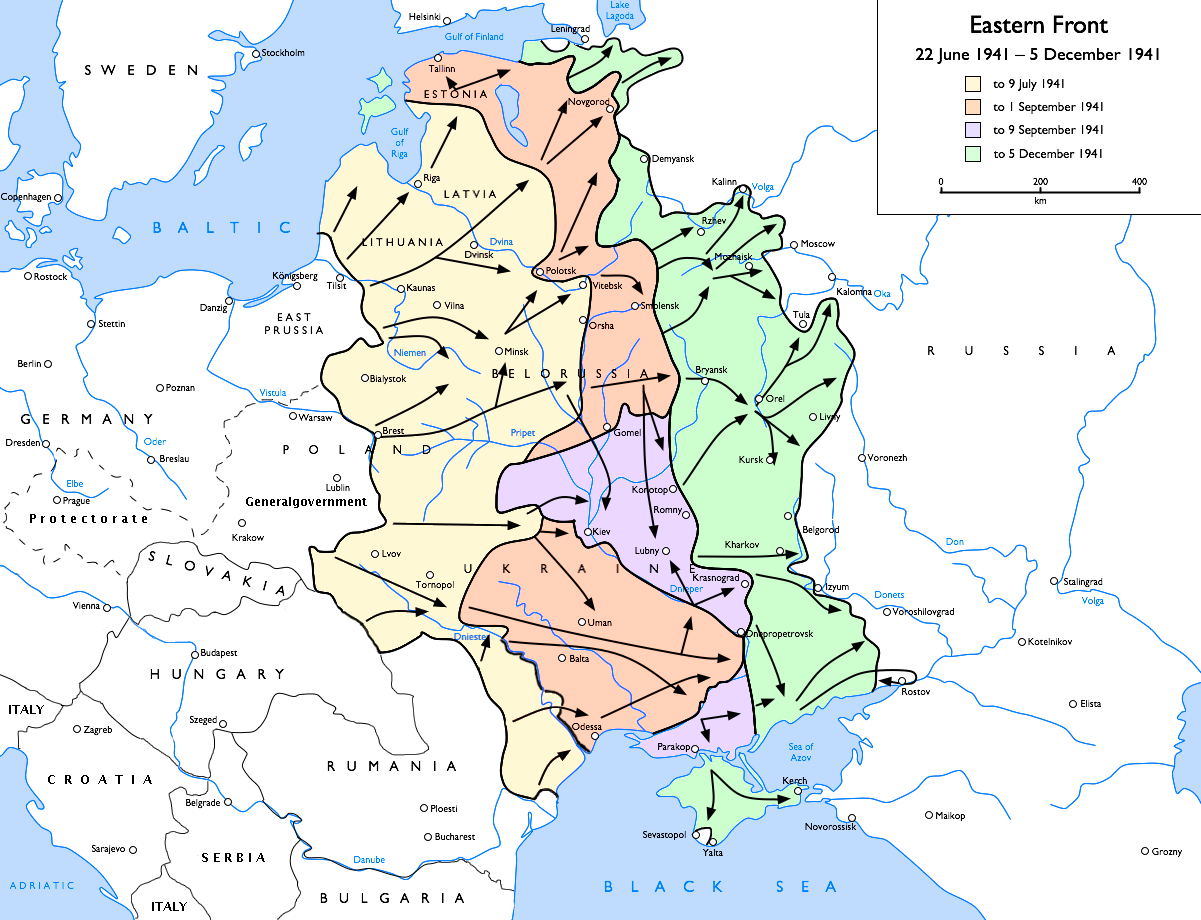
Axelmakternas offensiv 1941 mot Sovjetunionen.

## Den tyska offensiven stoppas
När tyskarna i november 1941 hade nått ända fram till Moskva evakuerade även alla regeringsfunktioner och statliga verk österut, till Kujbysjev vid Volga. Detta ledde till upplopp när Moskvas befolkning trodde att regeringen givit upp deras stad. Men Stalin hade inte lämnat Moskva tillsammans med den övriga regeringen utan stannade i Kreml under hela kriget och framstod som en symbol och garant för motståndet. Upploppen avstannade och befolkningen slöt upp bakom Stalin. Den 6 december beordrade han en motoffensiv mot tyskarna, som besegrades och tvingades retirera. I detta slag om Moskva var den ryska vinterkylan en viktig bundsförvant till den sovjetiska armén.
Sovjetunionens allians med de kapitalistiska stormakterna USA och Storbritannien hade tillkommit utan att någon av dem önskade det, och det fanns farhågor om att den allierade skulle sluta en separatfred med Tyskland. Stalin befarade också att de allierade skulle förbli passiva och låta Tyskland och Sovjetunionen nöta ned varandra. För att inte störa samarbetet valde Stalin att inte föra fram kriget som proletärt eller revolutionärt, och det fick i stället benämningen Stora fosterländska kriget.
Den av de allierade utlovade västra fronten mot Hitler dröjde, och Tyskland kunde därför koncentrera sig på östfronten. Våren 1942 inriktade de sig på det oljerika Kaukasien och på att ta kontrollen över floden Volga, som var en avgörande transportled i Sovjetunionen. Tyskarna drog nytta av krigströtthet och nationalistiska stämningar i Kaukasien och försökte spela ut olika grupper mot varandra. På sensommaren angrep de staden Stalingrad.
Slaget vid Stalingrad började sensommaren 1942 och varade i sex månader. Det var avgörande för Stalin att vinna denna strid, inte bara av militära skäl utan också för att behålla sitt eget anseende eftersom staden år 1925 hade fått hans namn, efter att tidigare hetat Tsaritsyn. Slaget blev andra världskrigets väldigaste drabbning och ledde till ett förkrossande nederlag för tyskarna, vilka tvingades retirera från Kaukasus. Kaukasiern Stalin växte till en stor hjälte i både Sovjetunionens och omvärldens ögon. Segern sågs som ett bevis på det ryska folkets styrka och okuvlighet, och den ryska nationalismen växte medan den marxistiska idén om kamp mellan olika klasser tonades ned. Stalin underblåste nationalismen och vände också sin propaganda mot tyskar som nation, inte bara mot nazisterna.

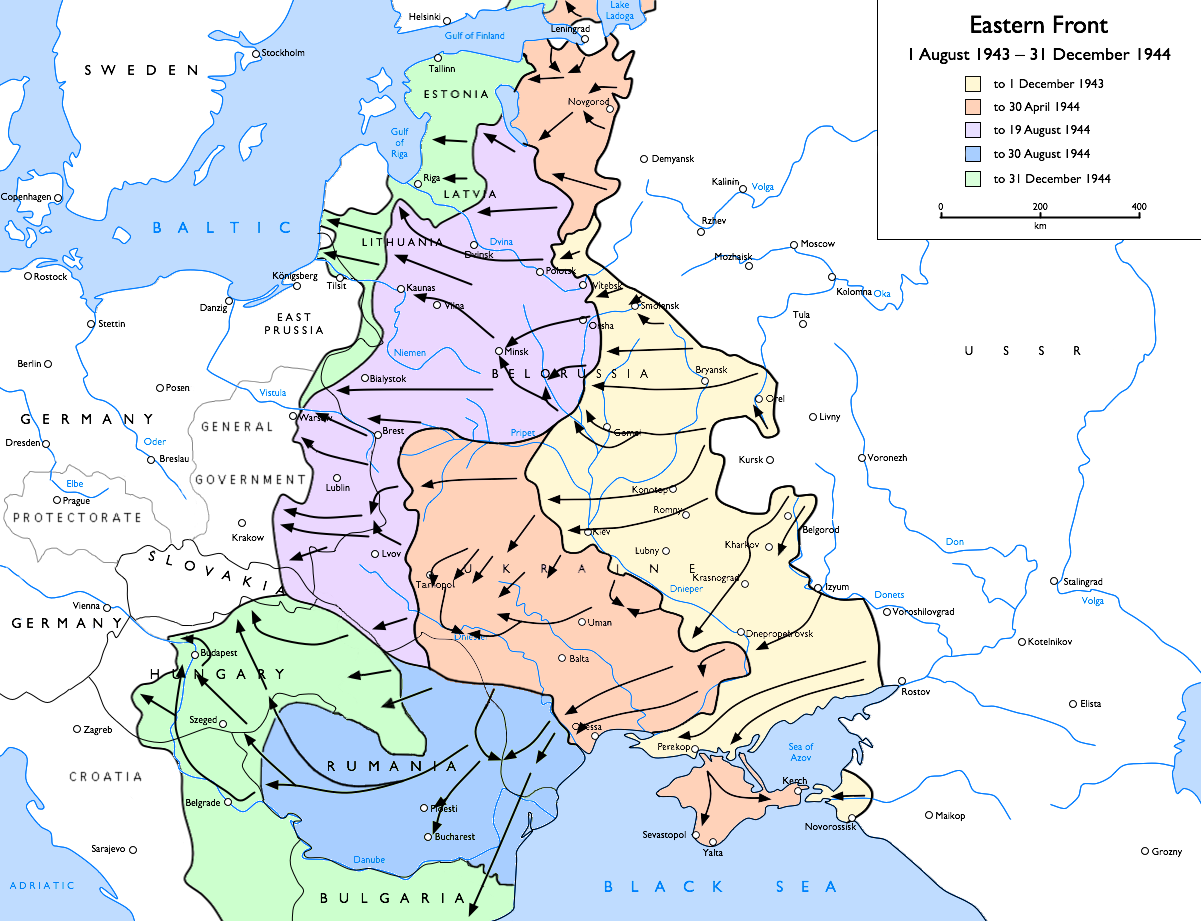
Sovjetunionens motoffensiv 1943–1944.

Efter slaget vid Kursk år 1943 var tyskarna definitivt stoppade. Vid Teherankonferensen med Churchill och Roosevelt i november 1943, fick Stalin löften om att en västfront skulle öppnas i maj 1944 genom en invasion av Frankrike. Samtidigt skulle Sovjetunionen på olika sätt kompenseras efter kriget för alla de enorma uppoffringar som landet gjorde för att besegra Nazityskland.
Under hela denna tid var storstaden Leningrad belägrad av den tyska armén. Staden var helt avskuren från omvärlden och utsatt för ständiga bombningar. Det var nästan omöjligt att få in mat i staden, och den hårda vintern 1941–1942 gjorde att många frös ihjäl när det inte gick att få tag på bränsle. Staden befriades i början av 1944. Då hade mer än en miljon av stadens tre miljoner invånare dött. Leningrad blev till en symbol för övriga Sovjetmedborgare att aldrig ge upp motståndet och utnämndes av Stalin till "hjältestad".

## Sovjetiska offensiver i Europa och Asien

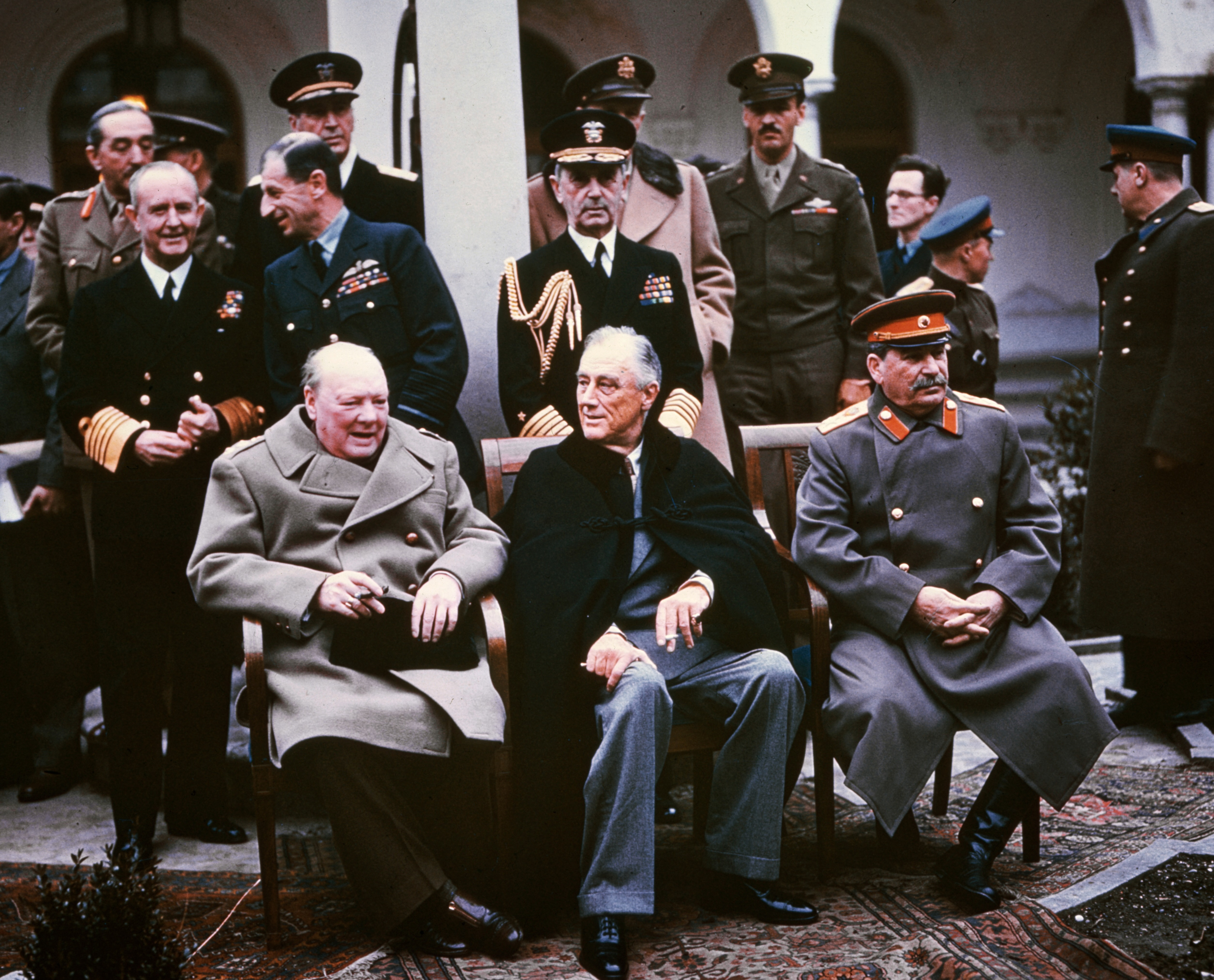
Winston Churchill, Franklin D. Roosevelt och Josef Stalin vid Jaltakonferensen 1945.

Sovjetunionen befann sig sedan på en oavbruten offensiv och erövrade östra Tyskland, Polen, Estland, Lettland, Litauen, Tjeckoslovakien, Ungern, Rumänien och Bulgarien, vilket efter kriget gav upphov till det kommunistiska Östblocket. Efter en överenskommelse vid Jaltakonferensen, anföll Sovjetunionen Japan 9 augusti 1945 och hann på en vecka ockupera Manchuriet och norra delen av Koreahalvön. De av röda armén ockuperade delarna av Koreahalvön blev 1948 Nordkorea.

## Sovjetunionen efter kriget
Efter segern i andra världskriget hyllades Stalin som en hjälte i sitt hemland. Men segern hade kommit till ett enormt pris. Stalin dolde för sin egen befolkning hur många som egentligen dött, och officiella siffror angav inledningsvis 7 miljoner stupade. År 1959 offentliggjorde de sovjetiska myndigheterna siffran 21 miljoner, och enligt senare källor rör det sig om upp till 27 miljoner döda. I europeiska Ryssland var de flesta städer och samhällen raserade, liksom stora delar av landsbygden. Minst 25 miljoner människor var akut hemlösa efter kriget.

## Värderingar av Sovjetunionens krigsinsatser
Under kriget blev Stalin två gånger utnämnd till årets man i den amerikanska tidskriften Time. År 1940 presenterades han som "mannen som matchar Adolf Hitler som den mest hatade mannen i världen". När Sovjet hade allierat sig med Storbritannien och USA, dämpades den ideologiska kritiken mot Stalin och 1943 utsågs han till årets man, tack vare landets heroiska motstånd mot Hitler.
I Sovjetunionen fick kriget på sovjetisk mark benämningen Det stora fosterländska kriget. Termen anknyter till  Fosterländska kriget som syftar på  försvaret av Ryssland under Napoleons ryska fälttåg 1812.
Vinterkriget och invasionen av Polen ses i Sovjetunionen/Ryssland inte som delar av stora fosterländska kriget. Den 9 maj firas som segerdagen i stora fosterländska kriget.